# Ricki Lake
Ricki Lake, född 21 september 1968 i Hastings-on-Hudson i New York, är en amerikansk skådespelare och programledare. Lake hade en talkshow med samma namn mellan 1993 och 2004 (då den lades ned på hennes egen begäran trots fortsatt höga tittarsiffror i USA). 
Ricki Lake slog igenom som skådespelare i filmer regisserade av John Waters, bland annat Hairspray (1988) och Cry-Baby (1990).
Lake hade även en återkommande roll i den amerikanska sitcom-serien Kungen av Queens under 2000-2001 där hon spelade Stephanie, syster till Doug Heffernan, spelad av Kevin James.
Ricki Lake är vegetarian.

## Programledare eller sig själv
1993–2004 – Ricki Lake Show (TV-serie)

## Skådespelarkarriär
- 1988 – Working Girl
- 1989–1990 – China Beach (TV-serie) (13 avsnitt)
- 1990 – Cry-Baby
- 1992 – Buffy vampyrdödaren (okrediterad)
- 1992 – Where the Day Takes You
- 1994 – Serial Mom
- 1996 – Änka på låtsas
- 2000 – Cecil B. Demented
- 2000–2001 – Kungen av Queens (TV-serie) (6 avsnitt)
- 2004 – A Dirty Shame (cameo)
- 2006 – King of the Hill (TV-serie) (röstroll, 1 avsnitt)
- 2007 – Hairspray
- 2010 – Drop Dead Diva (TV-serie) (1 avsnitt)